# Kerry Way
Der Kerry Way (irisch Slí Uíbh Ráthaigh) ist ein Fernwanderweg im County Kerry im Südwesten der Republik Irland, ein 214 km langer Rundweg, der in der Stadt Killarney beginnt und endet, dabei die Halbinsel Iveragh umrundet und sich damit im Verlauf an der bekannten Straße des Ring of Kerry orientiert – üblicherweise wird er in neun Tagesetappen geteilt. Nach dem System des Irish Sports Council ist er der längste der National Waymarked Trails; für die Instandhaltung sind die örtlichen County-Behörden zuständig.

## Geschichte
Der Kerry Way wurde 1985 als einer der ersten fünf offiziellen Fernwanderwege der Republik Irland eröffnet. Dabei konnte der Verlauf vieler alter Straßen und Pfade im Südwesten Irlands für seinen Verlauf berücksichtigt werden. Die vollständige Strecke wurde im Jahre 1989 freigegeben.
Eine Erhebung im Jahre 2010 hat ergeben, dass der Kerry Way zu den am häufigsten benutzten irischen Fernwanderwegen gehört. Daraufhin wurde empfohlen, ihn und vier weitere irische Fernwanderwege in einer neuen Kategorie als „National Long Distance Trails“ zu führen und zukünftig die Wege dieser Kategorie so auszubauen, dass sie internationalen Standards für herausragende Wanderwege entsprechen.

## Verlauf
Der ursprüngliche Beginn des Weges lag am River Flesk, ca. ein Kilometer außerhalb von Killarney. Mittlerweile ist der Startpunkt jedoch in das Zentrum von Killarney verlegt worden. Die erste Etappe führt über das Gelände von Muckross House und von dort weiter in den Killarney National Park, entlang der Seen Lough Leane und Muckross Lake bis zum Torc-Wasserfall. Hinter Torc folgt der Weg der „Old Kenmare Road“, durchquert die Eichenwälder des Esknamucky Glen und führt an den Ufern des Upper Lake bis zum Black Valley.
Die zweite Etappe führt immer unterhalb der Macgillycuddy’s Reeks durch das Black Valley, danach durch Cummeenduff Glen bis zum Bridia Valley. Nach einer Passüberschreitung führt die Strecke am See von Lough Acoose entlang bis zur Ortschaft Glencar.
Die dritte Etappe folgt nach Glencar dem breiten Tal des Caragh River in Richtung Küste. Der Weg umrundet den Berg Seefin und erreicht Glenbeigh. Der Berg Seefin kann auf zwei markierten Alternativen umrundet werden, die kürzere führt westlich über den Pass Windy Gap, die längere östlich entlang Lough Caragh mit einem Ausblick über die Bucht von Dingle.
Auf der vierten Etappe steigt der Weg hinter Glenbeigh an und durchquert die Hügel an der Bucht von Dingle, bis er Drung Hill erreicht, wo er sich landeinwärts wendet. Er führt hoch über der Dingle Bay weiter entlang der Küste und bietet beeindruckende Ausblicke auf die Bucht. Vom Ort Foilmore aus kann man über einen 11 km langen Verbindungsweg die Stadt Cahersiveen erreichen, diese ist Ausgangspunkt für einen möglichen Abstecher nach Valentia Island oder zu den Skellig-Inseln.
Die fünfte Etappe wird üblicherweise wieder in Cahersiveen begonnen, führt zuerst wieder nach Foilmore und von dort über zwei Hügelrücken bis nach Waterville zurück an die Küste.
Von dort aus gibt es für die sechste Etappe zwei Möglichkeiten, den nächsten Ort Caherdaniel zu erreichen. Die Küstenstrecke führt um den Berg Farraniargh herum, die Inlandsstrecke orientiert sich am Ufer des Lough Currane, überquert danach die Berge an dem zweiten Pass der auf der Wegstrecke den Namen „Windy Gap“ trägt und führt von dort bis Caherdaniel.
Auf der siebten Etappe zwischen Caherdaniel und Sneem folgt der Weg einer alten Postkutschenstrecke durch das Hügelland.
Die achte Etappe führt hinter Sneem immer oberhalb der Küste und bietet dabei viele Ausblicke auf die Meeresbucht des Kenmare River. Nur zur Überquerung des Blackwater River verlässt der Weg einmal die unmittelbare Küstennähe. Das Etappenende liegt in Kenmare, das die Verbindung zwischen den Halbinseln Iveragh und Beara darstellt.
Die letzte Etappe überquert die Berge zwischen Kenmare und Killarney, trifft bei Galway’s Bridge auf den ersten Teil der Strecke und folgt dieser wieder an den Ländereien von Muckross House vorbei bis zum Endpunkt Killarney.

## Verbindung zu anderen Wanderwegen
Der Abschnitt von Kenmare nach Killarney ist Teil des Europäischen Fernwanderweges E8, der von Dursey Island im County Cork (südwestliches Ende der Halbinsel Beara) nach Istanbul in der Türkei führt. Hinter Kenmare geht der E8 in den Beara Way über und führt bis zu seinem westlichen Ende bei Dursey Island. Von Killarney aus führt er zuerst nach Shrone, geht dann in den Blackwater Way über und durchquert im weiteren Verlauf Irland bis zur Ostküste.

## Sehenswürdigkeiten
Entlang des Weges oder in geringer Entfernung zu ihm liegen Innisfallen Abbey, Ross Castle, Muckross House, Muckross Abbey, Derrynane House (ehemaliger Wohnsitz von Daniel O’Connell), Staigue Fort und die Steinreihe von Eightercua.

## Bilder

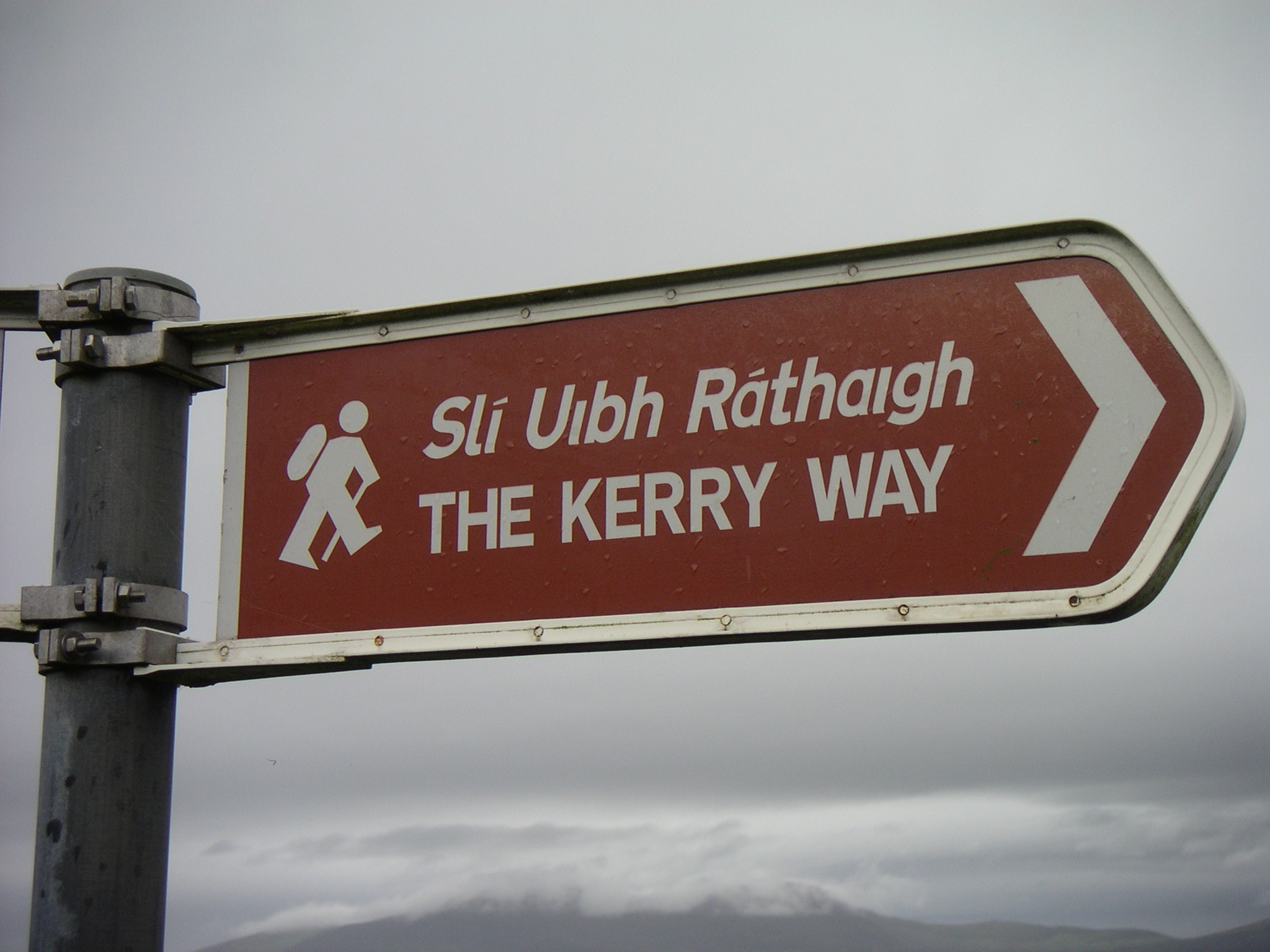
Beschilderung
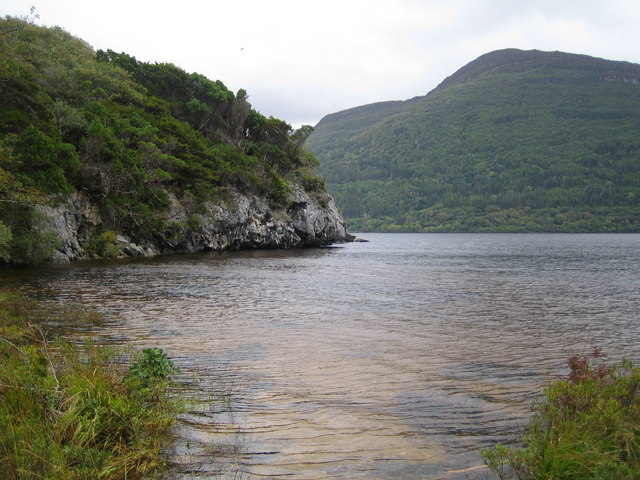
Muckross Lake
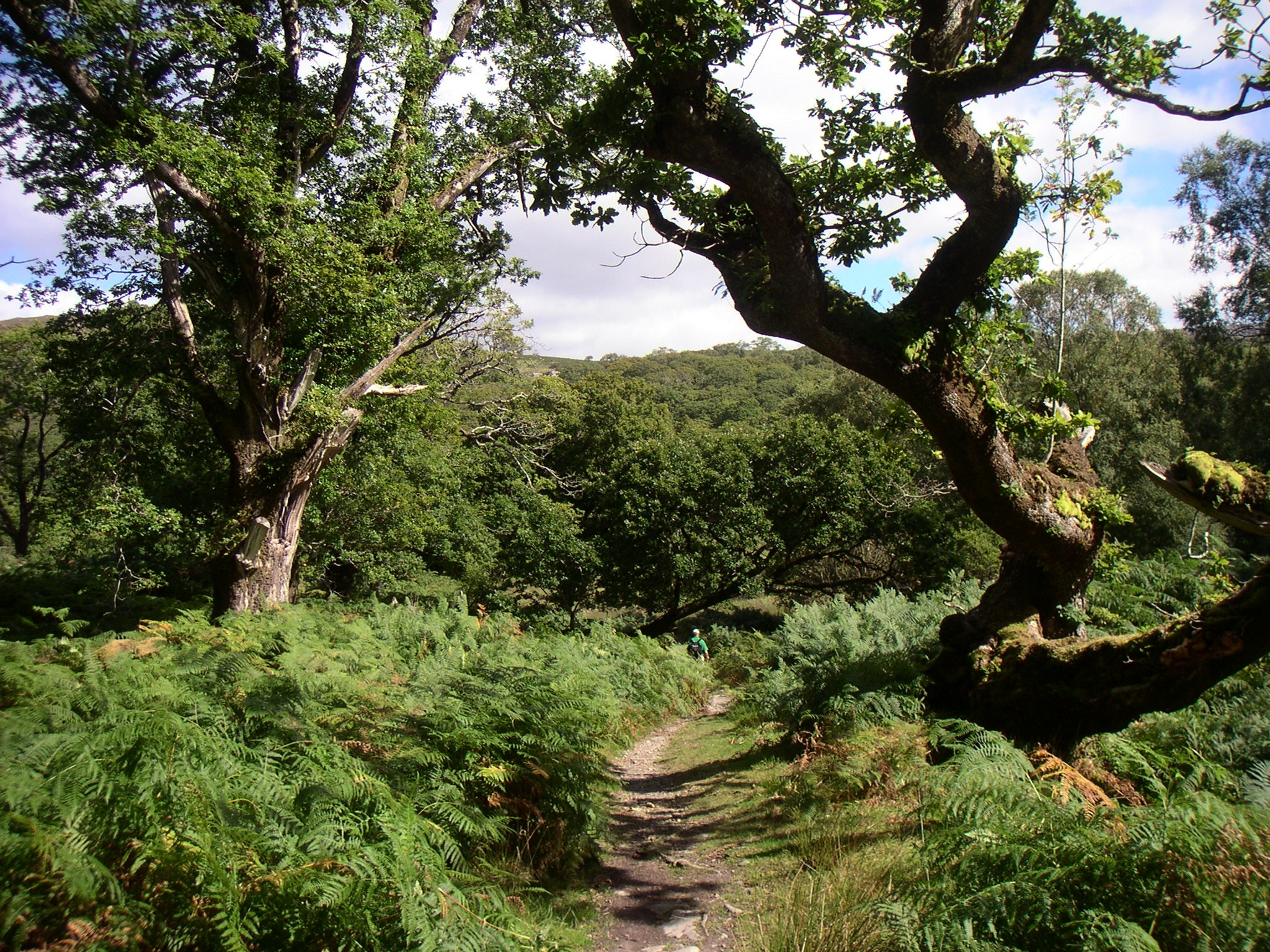
Eichenwälder nahe des Upper Lake
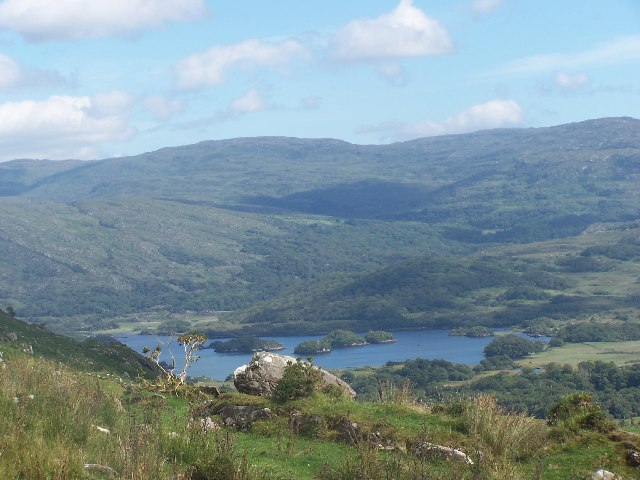
Blick in das Black Valley
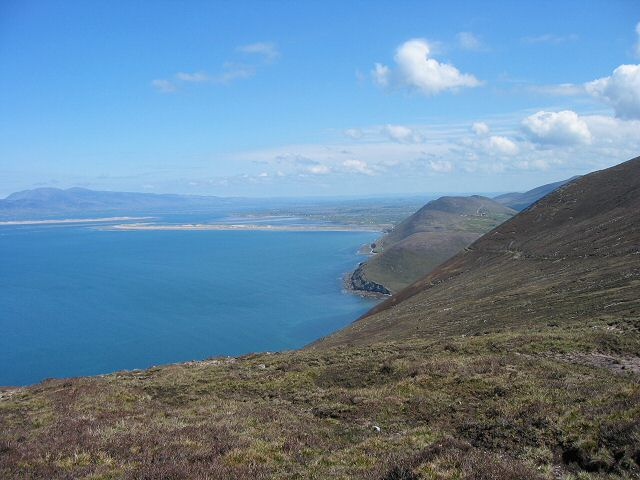
Blick vom Drung Hill auf die Dingle Bay
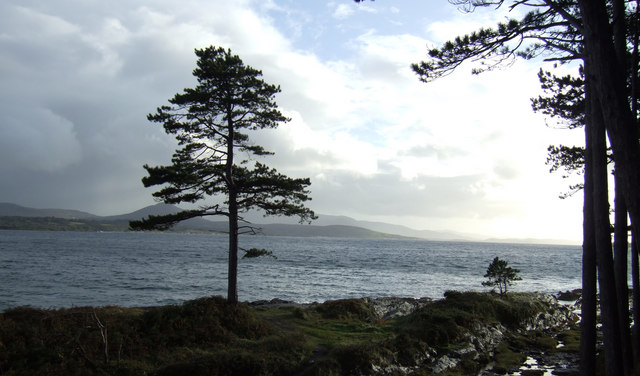
Kenmare River
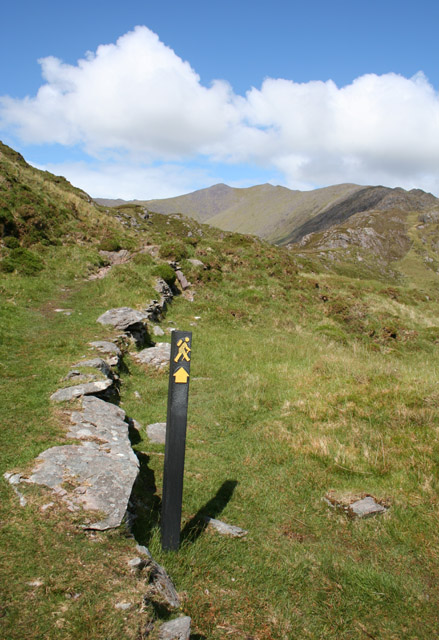
Markierung
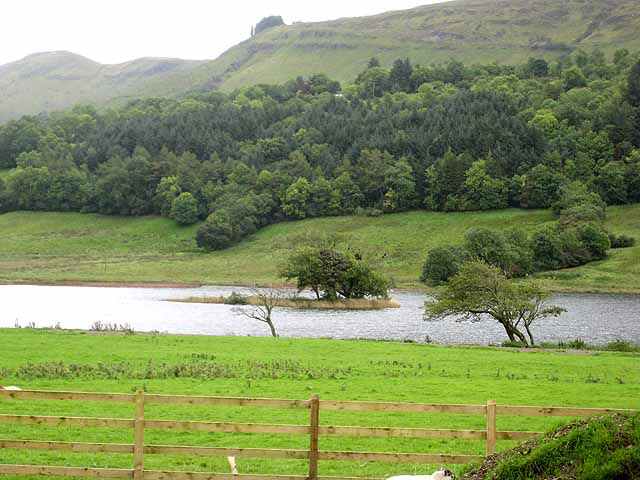
Crannóg im Glencar Lough